# Thom Puckey

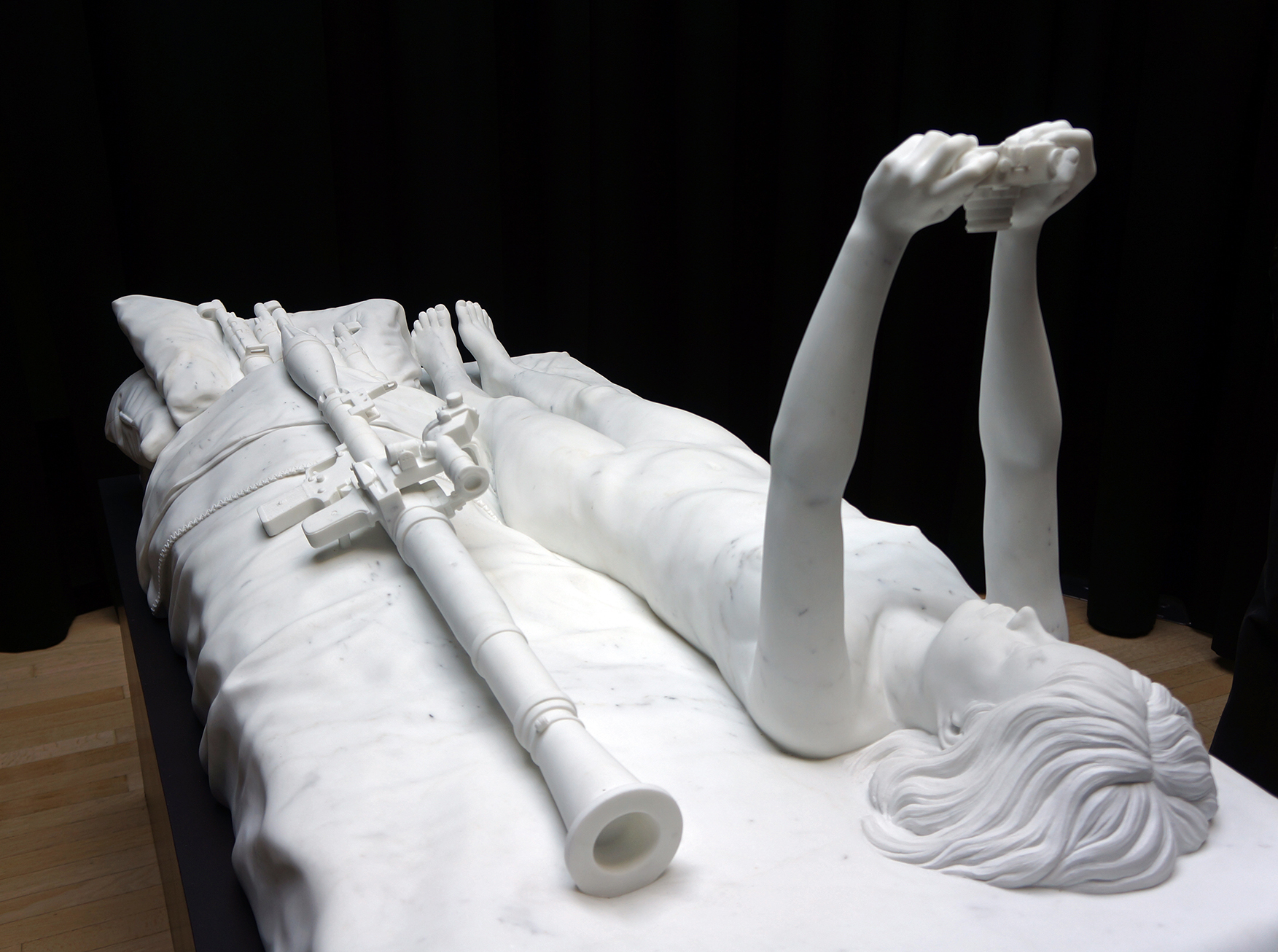
Figure on bed with camera and weapons (2013)

Thom Puckey, né en 1948 à Crawford en Angleterre
, est un sculpteur britannique et, avec Dirk Larsen, a fait partie du groupe de performance-art Reindeer Werk (1972-1980).
Ses sculptures apparaissent dans de nombreux espaces publics à Amsterdam, Rotterdam, et d'autres villes. En 1986, il a reçu le Prix Sandberg par le Fonds Amsterdam pour les Arts.

## Expositions

### Personnelles
- Hohenthal & Bergen, Cologne, 1994[1]
- Lumen Travo, Amsterdam, et Carini, Florence, 1991[1]

### Collectives
- 2001, Hoffmann, Paris[1]

## Galerie de photos

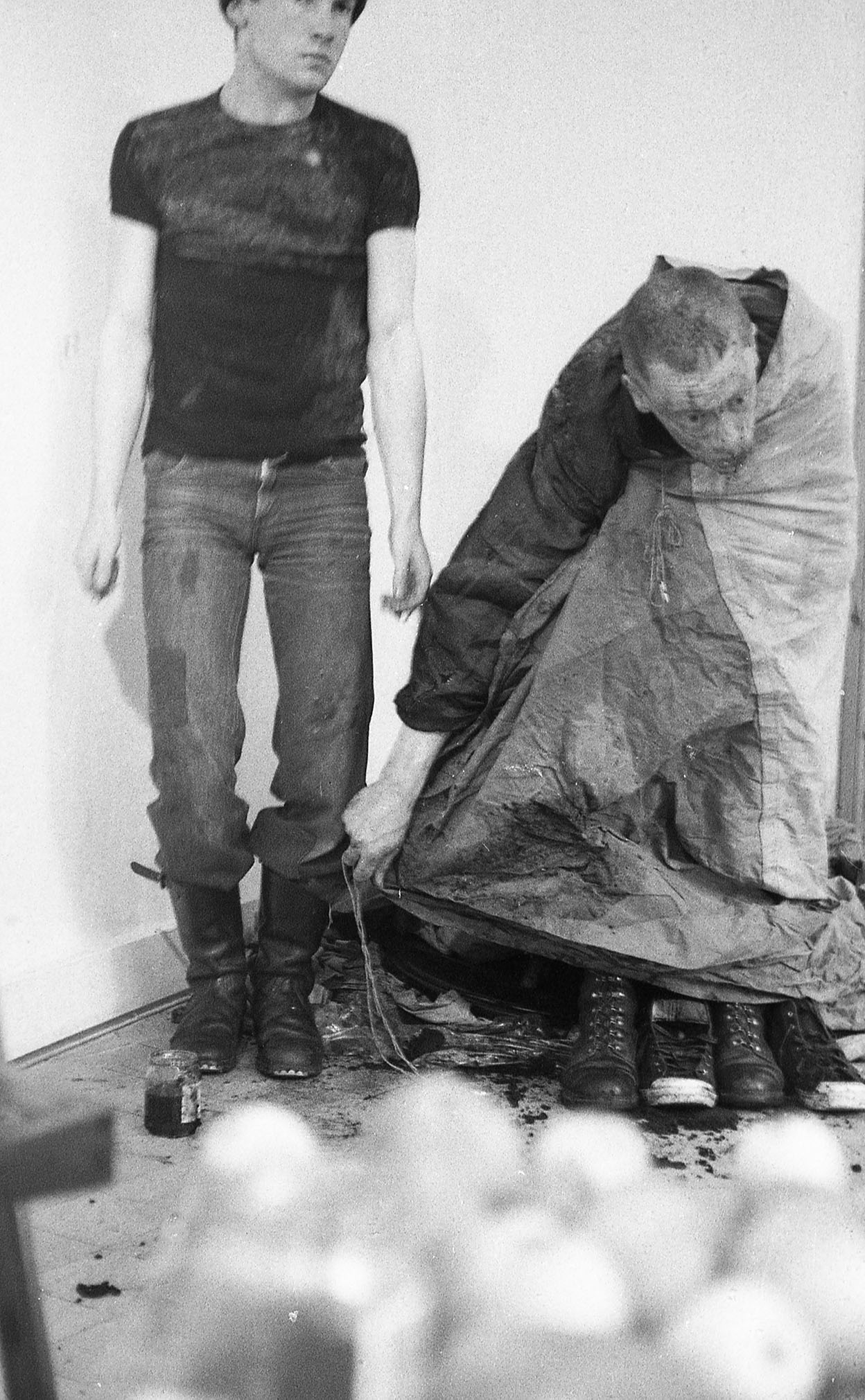
Reindeer Werk in performance (1975)
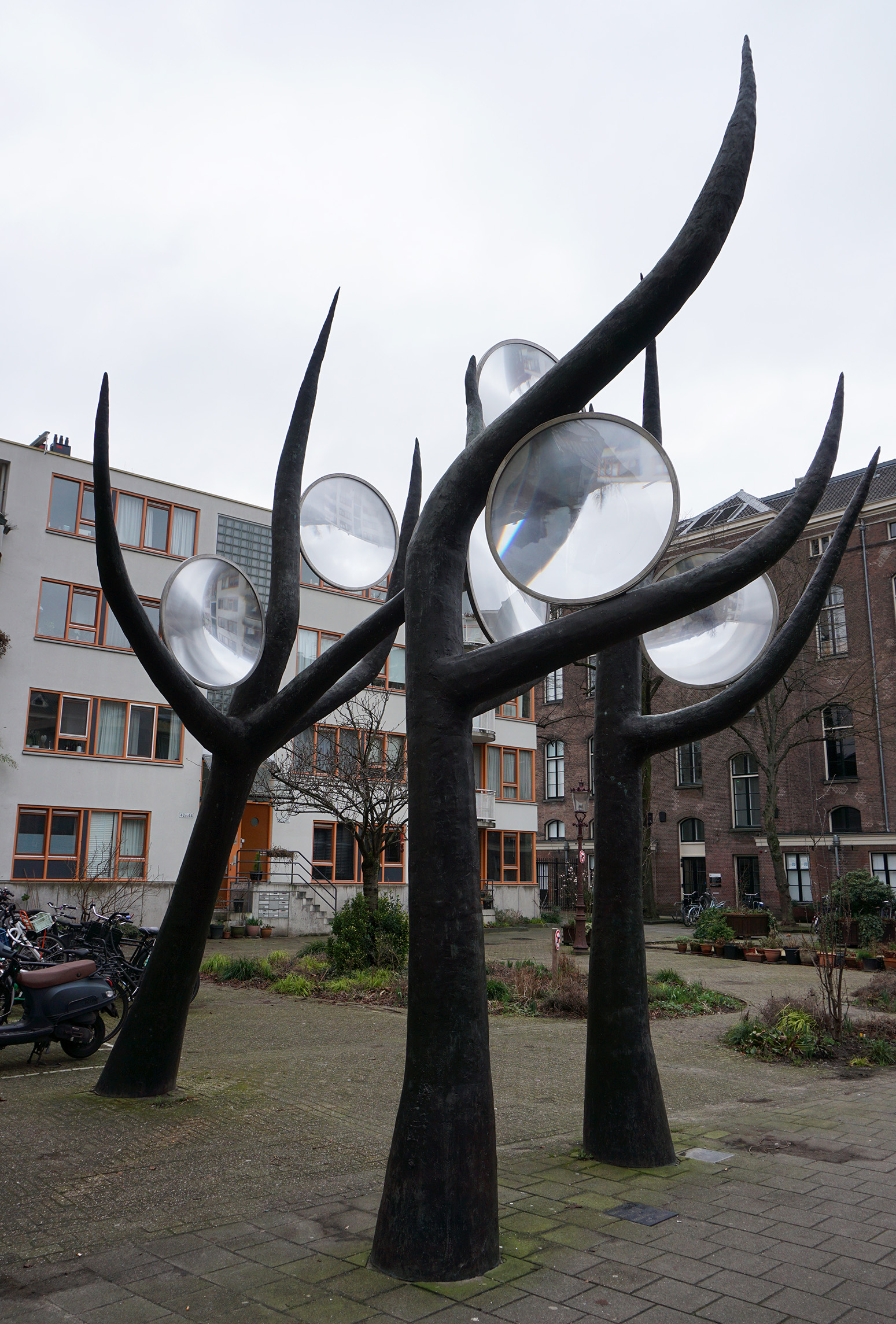
The Lens Trees (1989)
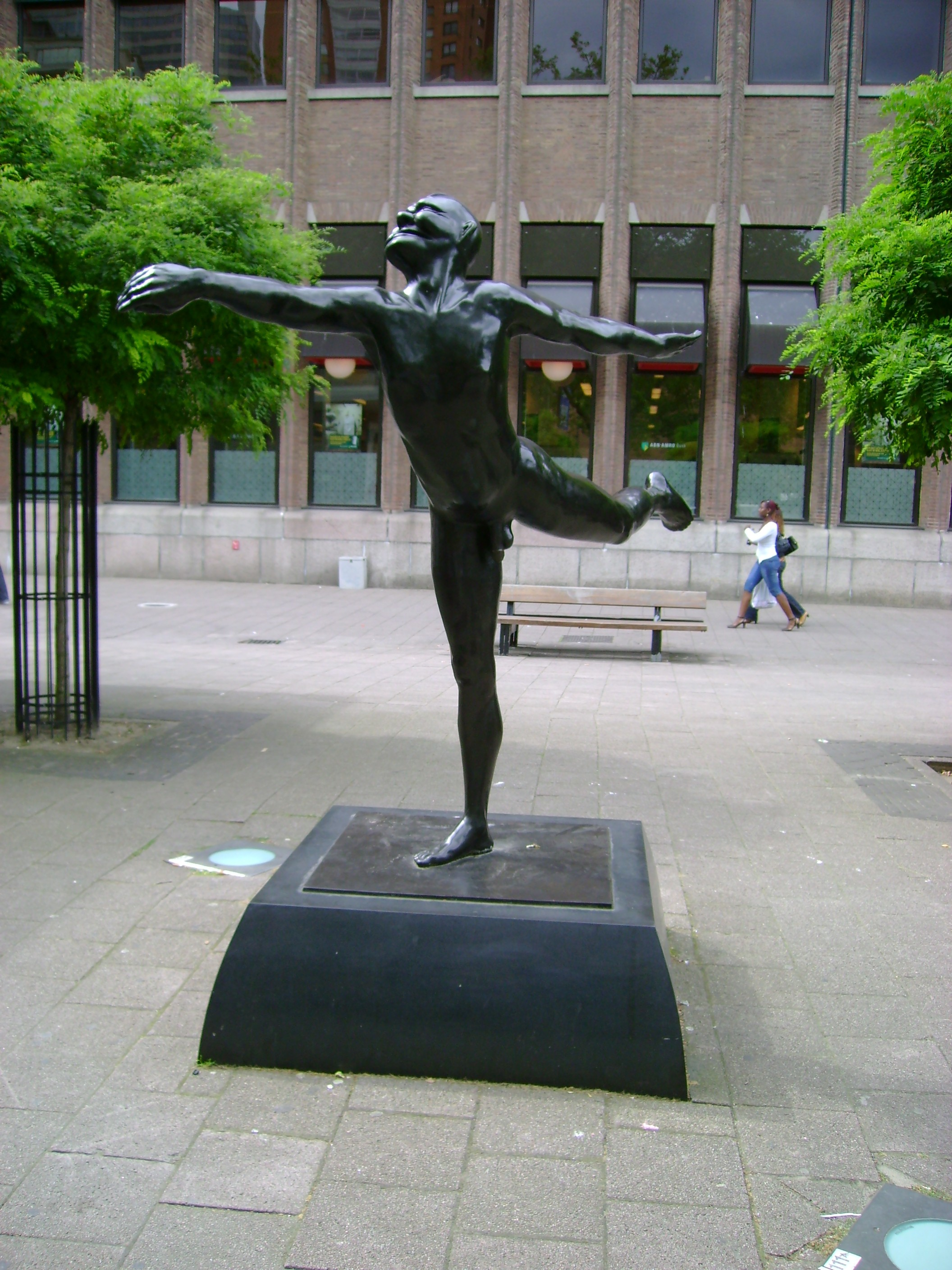
The husband of the Doll (1991)
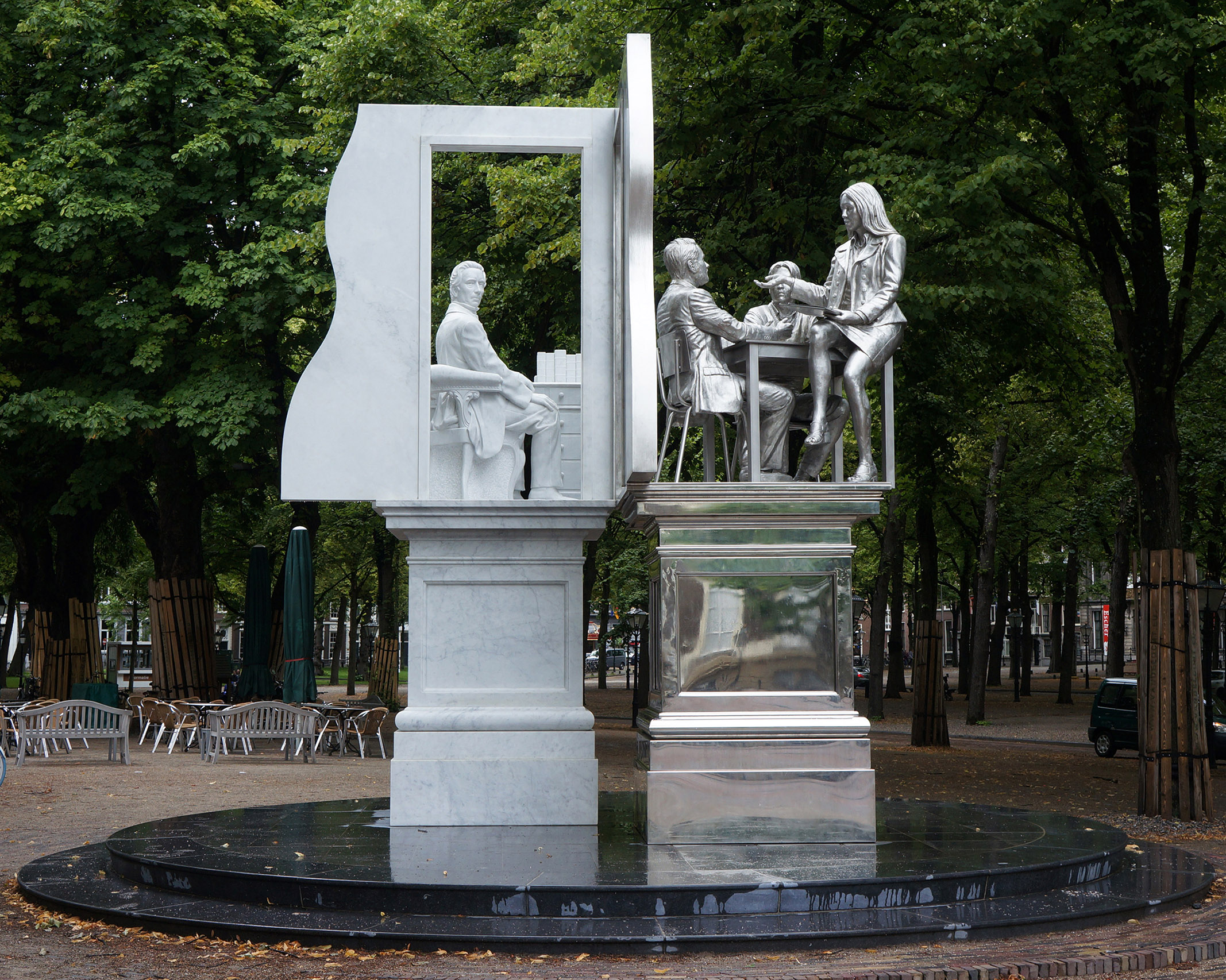
Monument for J.W. Thorbecke (2017)
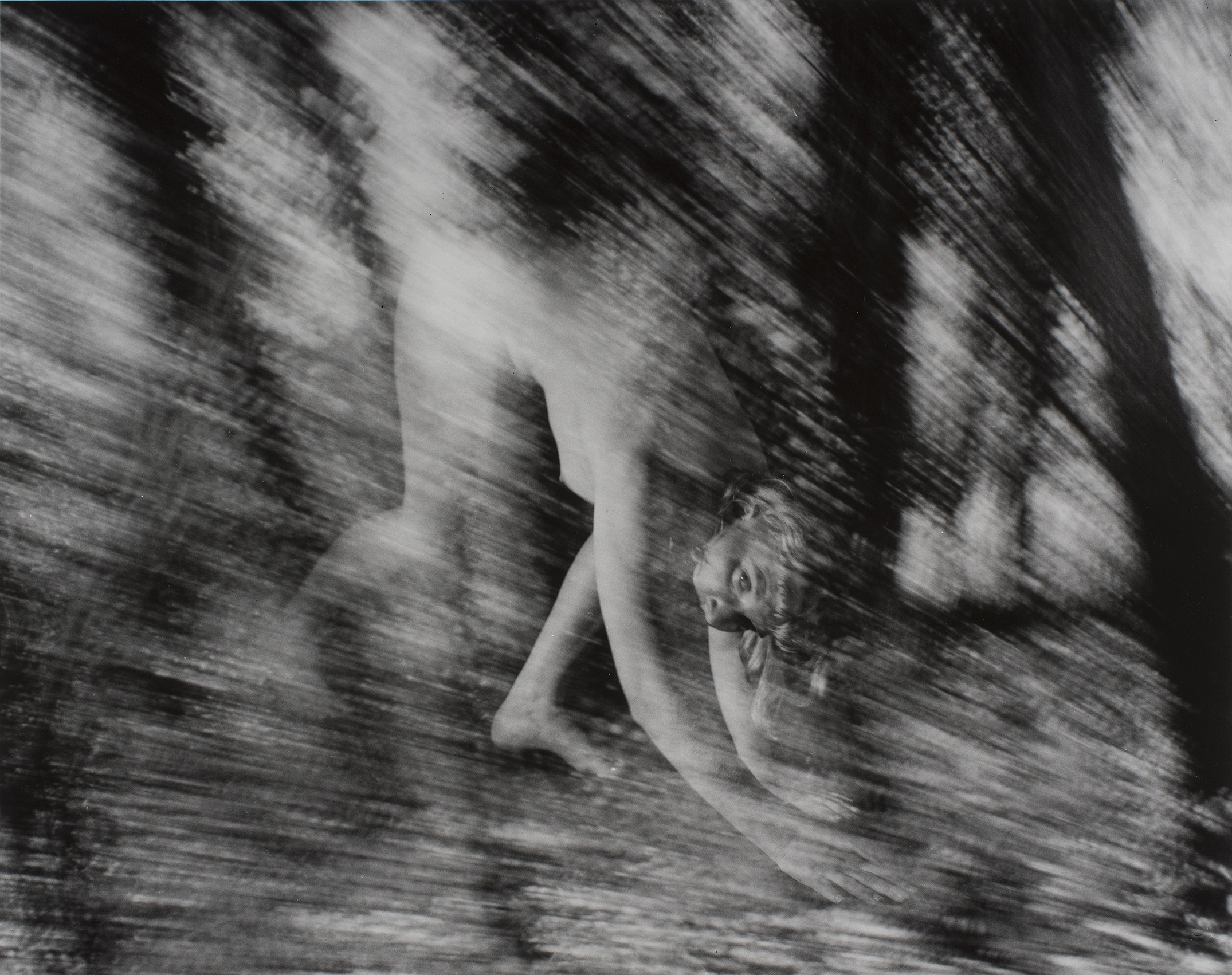
Maenad (2023)